# Jonathan Lomas
Jonathan Lomas (Chesterfield, Derbyshire, 7 mei 1968) is een golfprofessional uit Engeland. 
Lomas werd in 1988 professional. Hij heeft drie overwinningen behaald op de Europese Challenge Tour en promoveerde eind 1993 na zijn derde overwinning naar de Europese PGA Tour. Daar werd hij in 1994 benoemd tot Sir Henry Cotton Rookie of the Year.
Lomas speelde tot 2007 op de Europese Tour. 

In 1996 haalde hij de 20ste plaats op de ranglijst mede doordat hij het Tsjechisch Open won en speelde hij voor Engeland in de Alfred Dunhill Cup, die toen door de Verenigde Staten werd gewonnen. Hij speelt de laatste jaren veelal in Schotland. 

## Gewonnen
Europese Tour
- 1996: Chemapol Trophy Czech Open

Challenge Tour
- 1992: Pro 2000-Challenge Dumez
- 1993: Audi Quattro Trophy, Perugia Open

Elders
- 1996 Open Novotel Perrier (met Steven Bottomley)
- 1999: Mauritius Open

## Teams
- Alfred Dunhill Cup: 1996